# Jahnsdorf/Erzgeb.
Jahnsdorf/Erzgeb., Jahnsdorf/Erzgebirge – miejscowość i gmina w Niemczech, w kraju związkowym Saksonia, w powiecie Erzgebirgskreis. Do 29 lutego 2012 należała do okręgu administracyjnego Chemnitz.

## Współpraca
Miejscowość partnerska:
- Veitsbronn, Bawaria (kontakty utrzymuje dzielnica Leukersdorf)
- Wilhermsdorf, Bawaria